# Янкувка
Янкувка (пол. Jankówka) — село в Польщі, у гміні Величка Велицького повіту Малопольського воєводства.
Населення — 378 осіб (2011).

## Демографія
Демографічна структура станом на 31 березня 2011 року:
|          | Загалом | Допрацездатний вік | Працездатний вік | Постпрацездатний вік |
| -------- | ------- | ------------------ | ---------------- | -------------------- |
| Чоловіки | 184     | 30                 | 133              | 21                   |
| Жінки    | 194     | 42                 | 113              | 39                   |
| Разом    | 378     | 72                 | 246              | 60                   |